# 圣保罗-切尔沃
圣保罗-切尔沃（義大利語：San Paolo Cervo），曾是意大利比耶拉省的一个市镇。总面积8平方公里，人口147人，人口密度18.4人/平方公里（2009年）。ISTAT代码为096060。
2016年1月1日，圣保罗-切尔沃与奎滕戈一起合并至坎皮利亚切尔沃市镇。